# Kin-dza-dza!
Kin-dza-dza! (v izvirniku Кин-дза-дза!) je dvodelna sovjetska distopična znanstvenofantastična črna komedija, ki jo je režiral Georgij Danelija. Film spremlja Zemljana, ki se ponesreči teleportirata na tuj planet s čudaško družbeno ureditvijo.

## Zgodba
Moskva. Delovodja Vladimir Nikolajevič (»stric Vova«), ki ga je žena poslala v trgovino po kruh in testenine, in gruzijski študent Gedevan Aleksandrovič, ki vrača profesorju pozabljeno violino, na ulici srečata bosonogega moškega, ki trdi, da je vesoljec, in sprašuje po številki njunega planeta v »tenturi«. Vladimir, ki meni, da je neznanec nor, pritisne naključen gumb na njegovem teleporterju in v hipu se sama z Gedevanom znajdeta v peščeni puščavi pod žgočim soncem. Ob predpostavki, da sta končala v Karakumu, se naključno odpravita v smeri Ašhabada.
Izkaže se, da sta v resnici pristala na planetu Pljuk v galaksiji Kin-dza-dza. Prebivalci so humanoidna bitja, ki se delijo na dve kasti – privilegirane čatlane in podrejene pacake – pri čemer niti sami ne vedo, kaj je razlika, in se za ločevanje zanašajo na posebno ročno napravo. Poleg tega se delijo po bogastvu, ki ga izkazujejo z barvami hlač. Poleg kakega ducata besed za trgovino, tehnologijo in družbene statuse se jezik Pljukanov sestoji iz le dveh besed – »kju«, družbeno sprejemljive kletvice, in »ku«, ki pomeni vse ostalo – imajo pa telepatske sposobnosti in se zmorejo priučiti zemeljskih jezikov.
Tehnologija na Pljuku je napredna, a zanemarjena. Najdragocenejša stvar na planetu so vžigalice oziroma »KC«, ki sta jih Zemljana s seboj prinesla nekaj škatlic in se izkažejo za dobro pogajalsko izhodišče s pohlepnimi domorodci. Za uveljavljanje družbenega reda skrbijo skorumpirani ecilopi. Vladar planeta je Gospod PŽ, ki ga častijo po božje, sam pa dneve preživlja ob čofotanju v bazenu dragocene vode.
Skupaj s potujočima »umetnikoma« Uefom in Bijem, ki Zemljanoma pomagata iz koristoljubja, skušata Vladimir in Gedevan priti do naprave, ki bi jima omogočila povratek na Zemljo.

## Vloge
- Stanislav Ljubšin kot Vladimir Nikolajevič Maškov
- Levan Gabriadze kot Gedevan Aleksandrovič Aleksidze
- Jurij Jakovljev kot Bi
- Jevgenij Leonov kot Uef
- Anatolij Serenko kot vesoljski popotnik
- Aleksander Litovkin kot šef tihotapcev
- Irina Šmeljova kot glasbenica na vozu
- Lev Perfilov kot čatlanski disident Kir
- Viktor Marenkov kot pacak z vzmetjo na glavi
- Tatjana Novicka kot uslužbenka planetarija
- Nikolaj Garo kot Gospod PŽ
- Igor Bogoljubov kot pacak Gospoda PŽ
- Olga Mašna kot Dekont
- Georgij Danelija kot Abradoks
- Nina Ruslanova kot predstojnica tekstilnega inštituta

## Produkcija

### Naslov filma
Filmski kritik Mark Kušnirov je domneval, da se naslov filma sklicuje na film Jurija Željabužskega iz leta 1926 Dina Dza-dzu o gruzijski zgodovini. Vendar pa po besedah režiserja Danelije ime nima nobene zveze s tem filmom in je bilo izumljeno na naslednji način: »Spočetka smo v pepelacu imeli visečo mrežo. V njej se je zibal Leonov. Ljubšin se je usedel poleg njega in vprašal: ›Kaj imaš v aktovki?‹ (Čto u tebja v portfele?) Leonov je za njim kot odmev ponovil: ›Fele-fele-fele...‹ – nato odgovoril: ›Zelenjavo.‹ – ›Kakšno?‹ – ›Koriander.‹ (Kinza.) In zapel: ›Kin-dza-dza-dza...‹ Vso pot je pel. ›Ne moreš utihniti?‹ Pesmi ni več. Ime je ostalo ...«
V reviji Sovjetski ekran je bila leta 1984 v članku o pripravah na film (še pred začetkom snemanja in izbranimi glavnimi igralci) podana nekoliko drugačna različica o nastanku imena: po zgodnji različici scenarija naj bi bilo Nezemljanom všeč zveneče ime zelišča – kindza (koriander), s katerim jih je pogostil Gedevan, in ta beseda je postala njihov refren: kin-dza-dza.
Sprva je bil Kin-dza-dza! mišljen samo kot delovni naslov filma, izšel pa naj bi pod naslovom »Kozmični prah« ali »Zvezdni prah«. Ko pa je bil prizor s trgovcem s kozmičnim prahom črtan iz scenarija, je bilo treba ime opustiti.

### Rekviziti
Kostumov za igralce ni bilo mogoče izdelati v šiviljski delavnici Mosfilma, saj so ravno snemali zgodovinski film Sergeja Bondarčuka Boris Godunov in je bila delavnica preobremenjena. Posledično so kostume za film naredili člani filmske ekipe iz odpadnega materiala.
Pepelac so izdelali iz kosa letalskega trupa z ohišjem na osnovi poliuretana, v katerega so neposredno na setu privarili dele letala.

### Snemanje
Film je bil posnet na sovjetski barvni film DS. Čeprav so filmu sprva dodelili visokokakovosten Kodakov trak, sta se režiser Danelija in snemalec Pavel Lebešev odločila, da mora biti slika jarka – brez poltonov in dobrega razvoja senc. Zato so ves Kodak odstopili drugi filmski ekipi, film pa je bil posnet na sovjetski DS (dnevni) film, ki je omogočil prav takšno upodobitev.
Prizori na planetu Pljuk so bili posneti v puščavi Karakum blizu mesta Nebit-Dag (danes Balkanabat) v današnjem Turkmenistanu.
Prizore s tihotapci so posneli v zapuščeni tovarni v Čerjomuških. Prizor Gedevanovih sanj, v katerih se pogovarja z Galino Borisovno, je bil posnet v Jaroslavlju. Vožnjo na vozičku skozi predor so posneli na še nezgrajeni postaji moskovske podzemne železnice Poljanka, prizor, v katerem lika v kletki pojeta »Strangers in the Ku«, pa pod vrtljivim odrom gledališča Sovjetske armade. Prizore iz »mestnega središča« Pljuka, vključno s planetarijem, PŽ-jevo palačo in ecihom, so snemali v paviljonih Mosfilma.
Za snemanje prizorov v stanovanju Maškova je producent filma Nikolaj Garo odstopil svoje stanovanje. Prizor srečanja med Vladimirjem in Gedevanom so posneli v Moskvi na Kalininskem prospektu (danes ulica Novi Arbat) blizu hišnih številk 26 in 28.
Del razlik med filmom in scenarijem je posledica cenzure. Na primer, po scenariju Gedevan s seboj ni nosil kisa, temveč čačo (gruzijsko žganje), na Alfi namesto na Zemlji pa so končali, ker so se napili in zgrešili planet. Ko je bil film že posnet, se je začela državna kampanja proti pitju alkohola, zato so čačo nadomestili s kisom, razlog za prihod na Alfo pa je postala tehnična napaka. V enem primeru so se cenzuri izognili: med snemanjem filma je na oblast v ZSSR prišel K. U. Černenko in da filma ne bi prepovedali, sta se Danelija in Gabriadze odločila zamenjati besedo »ku«, ki je sovpadala z voditeljevimi začetnicami. Predlagane so bile različice »ka«, »ko«, »ky« in druge, vendar je Černenko kmalu umrl in beseda »ku« je ostala.
Film je bil prvotno načrtovan kot dvodelna serija, ob snemanju pa se je režiserju Daneliji zdel predolg, zato je nekaj prizorov izrezal. Rezultat je bil en del, ki je trajal 105 minut. Toda v studiu Mosfilm so režiserju kategorično prepovedali izdati le en del, saj v tem primeru filmski studio državi ne bi dostavil enega dela, zaradi tega pa bi 5000 ljudi prejelo nižje plače. Posledično je režiser vrnil vse izrezane prizore in film je izšel leta 1986 v dveh epizodah s skupno dolžino 128 minut.

## Izid in kritiški sprejem
Potrdilo za predvajanje je film prejel 1. decembra 1986. Premiera je bila 30. marca 1987 v moskovskem kinu »Rossija«.
Kritike ob izidu so bile mešane. Filmski kritik Vsevolod Revič je v svoji recenziji zapisal, da je Kin-dza-dza! Danelijev ustvarjalni neuspeh, da je film razvlečen, v likih pa ni domačnosti. Podobno je menil tudi filmski strokovnjak in kritik Jurij Bogomolov, ki je film opisal kot razvlečen, preobremenjen z zapleti in številnimi konci. Po drugi strani je Nikolaj Lordkipanidze film ocenil izjemno pozitivno in prišel do zaključka, da je »narejen iz srca in za dušo«. Filmski kritik Viktor Djomin ga je ocenil kot enega najboljših Danelijevih filmov. Umetnostni in filmski kritik Jevgenij Gromov ga je označil za »nedvomno nadarjenega«, filmski kritik Jevgenij Surkov pa za »subtilno in pametno komedijo, ki jo kritiki žal slabo razumejo in občinstvo podcenjuje«.

## Zapuščina
Film je v nekdanji Sovjetski zvezi postal kulten. Nekatere izmišljene besede iz filma so vstopile v pogovorni ruski jezik: tako se na primer beseda »ku!« včasih v šali uporablja kot pozdrav, »pepelac« pa za razna prevozna sredstva. Med vseruskim popisom prebivalstva leta 2010 se je več prebivalcev Kurske oblasti po narodnosti opredelilo za pacake, kar se je zabeležilo v popisnih obrazcih.
Leta 1999 je Mosfilm v okviru programa za restavracijo zaloge filmov v sodelovanju s filmsko in video zvezo »Close-up« restavriral sliko in zvok. Restavrirani film je bil konec leta 2001 izdan na DVD-ju. Leta 2013 je izšla HD-različica v formatu Blu-Ray. Julija 2021 so s ponovnim izidom obnovljenega filma obeležili njegovo 35. obletnico.
Leta 2005 je Danelija na podlagi posodobljenega scenarija začel ustvarjati remake filma, vendar v animirani obliki. Risani film Ku! Kin-dza-dza je premiero doživel 21. februarja 2013.